# Apartadero Domingo López
El Apartadero Domingo López es un desvío/apartadero, antigua estación ferroviaria, del ramal ferroviario que une la mina de carbón de Río Turbio con el puerto de Punta Loyola, cerca de Río Gallegos, en el departamento Güer Aike de la Provincia de Santa Cruz (Argentina). El apartadero permite el cruce de trenes con doble vía.
El apartadero se inauguró en el año 1951 y se ubica en el kilómetro 17 de la línea, funcionado actualmente solo la vía principal, encontrándose anulados los cambios hacia la vía secundaria, la cual se encuentra parcialmente levantada. 
El apartadero forma parte del Ramal Ferro-Industrial de Río Turbio, que une la mina de Río Turbio, en la Cordillera de los Andes y cercana al límite con Chile, con el puerto de Punta Loyola, en cercanías de Río Gallegos. Se trata de un ramal de trocha angosta (750 mm) perteneciente a YCF (Yacimientos Carboníferos Fiscales, actual YCRT) y funciona actualmente sólo para el transporte de carbón.